# Улица Вертолётчиков
Улица Вертолётчиков — улица, расположенная в районе Некрасовка Юго-Восточного административного округа Москвы.

## Происхождение названия
Прежнее название улицы — Проектируемый проезд № 6658. Современное название она получила 21 февраля 2010 года (ещё будучи в составе города Люберцы) в честь работников расположенного неподалёку Ухтомского вертолётного завода (ныне ЦНВ имени М. Л. Миля и Н. И. Камова). При включении территории Люберецких Полей в состав Москвы в 2011 году название было сохранено.

## Описание
Улица Вертолётчиков проходит от Сочинской до Покровской улицы, пересекая улицу Недорубова и Липчанского. Далее продолжается как 2-я Вольская улица.

## Транспорт
Автобусы: 31, 31п, 788, 856, 1225А, 1225B, 1225C, 1225D, 1232
Маршрутки: 1121, 1227к, 1229к, 1179, 1182